# Mecerreyes
Mecerreyes település Spanyolországban, Burgos tartományban.  Lakosainak száma 188 fő (2024).

## Népesség
A település népessége az utóbbi években az alábbiak szerint változott:
| Lakosok száma | 320  | 287  | 302  | 276  | 300  | 279  | 234  | 200  | 196  | 188  |
|               | 2001 | 2004 | 2006 | 2009 | 2011 | 2014 | 2016 | 2019 | 2021 | 2024 |